# Jåkkåtjkaskajekna
Jåkkåtjkaskajekna är en platåglaciär i Sareks Nationalpark i Sverige och är den näst största av Sareks cirka 100 glaciärer (endast Pårtejekna är större med en yta av 11 km2). Glaciären ligger i östra delen av Ålkatjmassivet och avvattnas huvudsakligen av den övre delen av Rapaätno.